# مارچلو سرنی
مارچلو سرنی (انگلیسی: Marcello Sereni؛ زادهٔ ۲۴ ژوئیهٔ ۱۹۹۶) بازیکن فوتبال اهل ایتالیا است.